# Chiesa della Santissima Trinità (Foiano della Chiana)
La chiesa della Santissima Trinità è un edificio sacro che si trova a Foiano della Chiana, in provincia di Arezzo.

## Descrizione
La facciata, che si erge con la parte terminale centinata sopra i tetti che l'affiancano, non lascia presagire, nella sua spoglia semplicità, l'armonioso interno, a croce greca con cupola all'incrocio dei bracci voltati a botte, caratterizzato da tre imponenti altari seicenteschi in pietra serena; su quello maggiore si conserva la Trinità di Antonio Circignani detto il Pomarancio (1614).
Nella chiesa si conserva anche una statua lignea del Cristo Risorto, che viene esposta in Collegiata il Sabato Santo nella cerimonia del "volo di Cristo": al canto del Gloria si spalancano le porte della chiesa e la statua viene portata di corsa di fronte all'altare tra i bagliori delle luci che si accendono e il suono delle campane spiegate a festa.